# Mezná (Hřensko)
Mezná (do roku 1947 německy Stimmersdorf) je vesnice a část obce Hřensko v okrese Děčín. Nachází se asi čtyři kilometry východně od Hřenska. Jedná se o jedinou vesnici na území národního parku České Švýcarsko. Mezná leží v katastrálním území Mezná u Hřenska o rozloze 10,38 km².

## Historie
První písemná zmínka o vesnici pochází z roku 1446.
Mezná byla zasažena velkým požárem, který vypukl na území národního parku České Švýcarsko 24. července 2022 v Malinovém dole mezi Hřenskem a Pravčickou bránou a v následujících dnech se dále rozšířil.

## Obyvatelstvo
Při sčítání lidu v roce 1921 ve vsi žilo 335 obyvatel (z toho 160 mužů), z nichž byli čtyři Čechoslováci, 315 Němců, dva příslušníci jiné národnosti a čtrnáct cizinců. Kromě třinácti evangelíků a šesti lidí bez vyznání byli římskými katolíky. Podle sčítání lidu z roku 1930 měla vesnice 329 obyvatel: čtyři evangelíky, 309 Němců a šestnáct cizinců. Většina (307 osob) se hlásila k římskokatolické církvi, ale třináct lidí bylo evangelíky, osm bez vyznání a jeden člověk patřil k církve československé.
| Rok            | 1869 | 1880 | 1890 | 1900 | 1910 | 1921 | 1930 | 1950 | 1961 | 1970 | 1980 | 1991 | 2001 | 2011 | 2021 |
| -------------- | ---- | ---- | ---- | ---- | ---- | ---- | ---- | ---- | ---- | ---- | ---- | ---- | ---- | ---- | ---- |
| Počet obyvatel | 402  | 410  | 390  | 428  | 376  | 335  | 329  | 110  | 80   | 64   | 62   | 34   | 45   | 44   | 49   |
| Počet domů     | 53   | 59   | 68   | 75   | 78   | 79   | 79   | 81   | 30   | 24   | 23   | 13   | 22   | 36   | 36   |

## Pamětihodnosti
- Venkovská usedlost čp. 6, 8, 23, 29, 31, 36 a 45